# Амуско
Амуско (ісп. Amusco) — муніципалітет в Іспанії, у складі автономної спільноти Кастилія-і-Леон, у провінції Паленсія. Населення — 448 осіб (2010).
Муніципалітет розташований на відстані близько 210 км на північ від Мадрида, 18 км на північ від Паленсії.
На території муніципалітету розташовані такі населені пункти: (дані про населення за 2010 рік)
- Амуско: 367 осіб
- Вальдеспіна: 81 особа

## Демографія
Динаміка населення (INE ):

## Галерея зображень

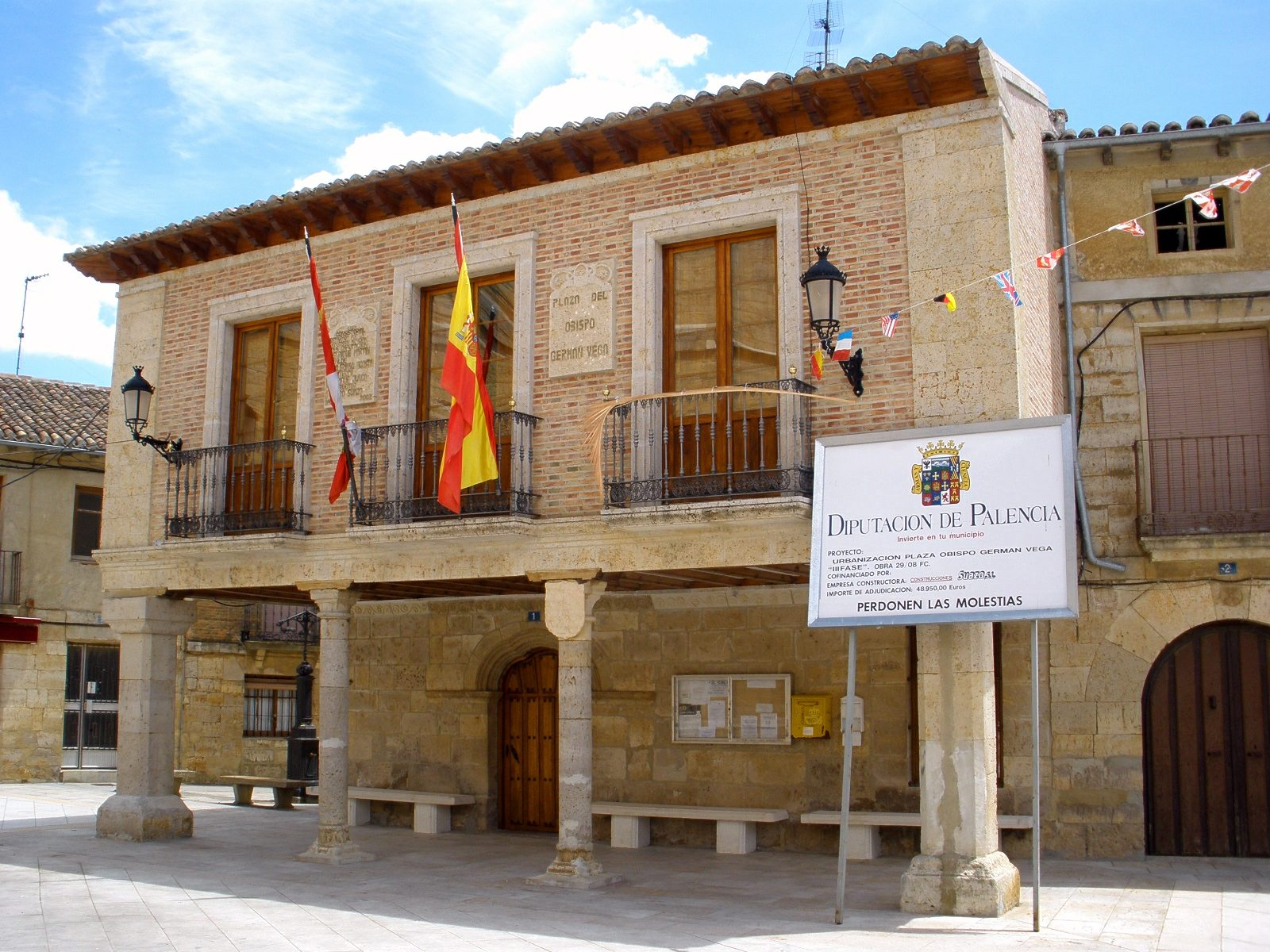
Муніципальна рада
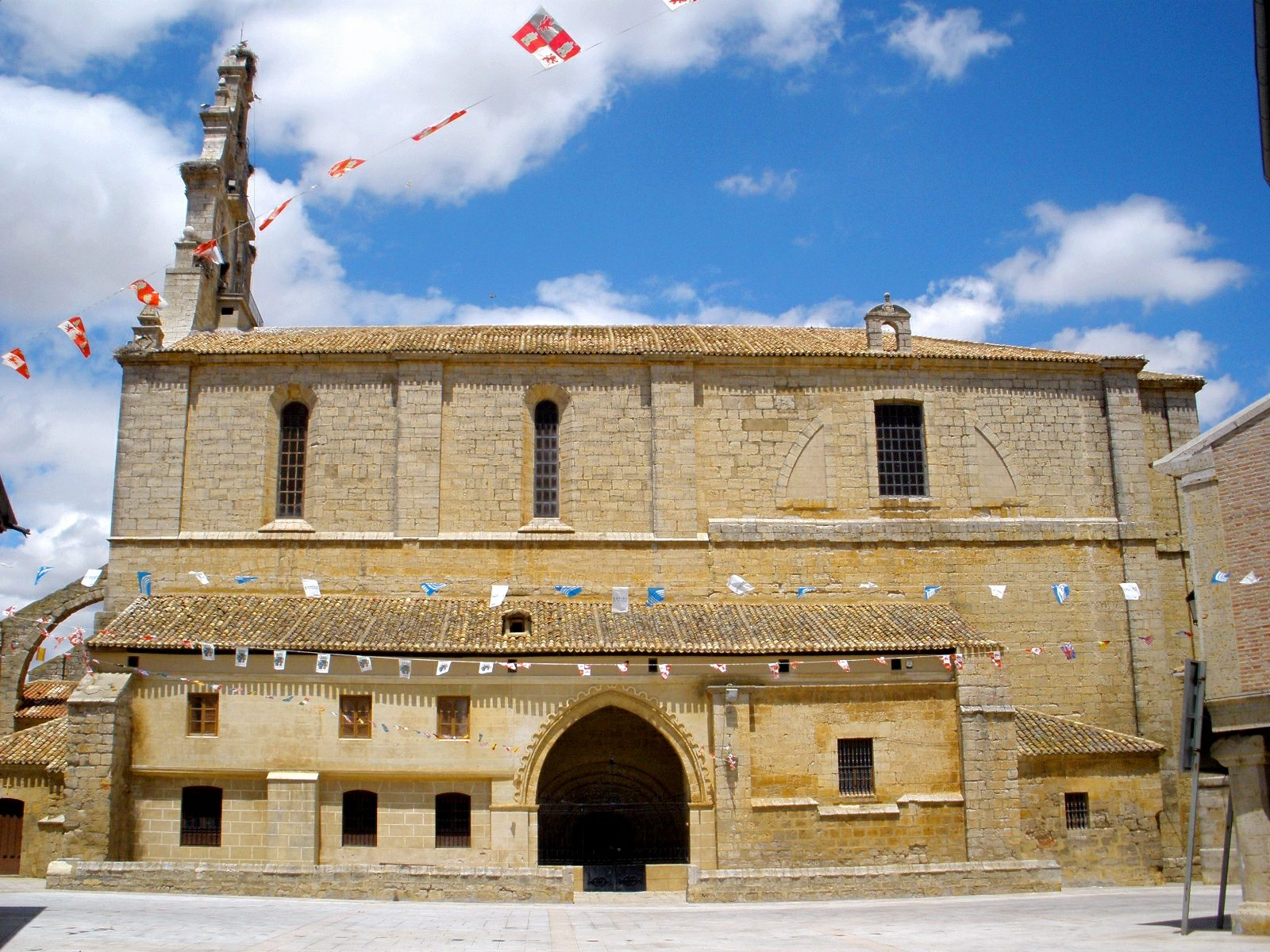
Парафіяльна церква Сан-Педро